# Ligidium latum
Ligidium latum är en kräftdjursart som beskrevs av Jackson1923. Ligidium latum ingår i släktet Ligidium och familjen gisselgråsuggor. Inga underarter finns listade i Catalogue of Life.